# Таборський Успенський монастир

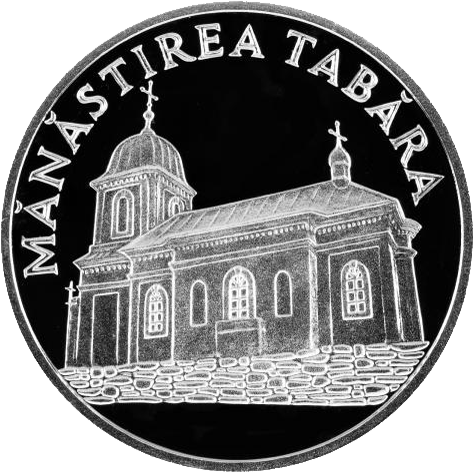
Пам'ятна монета із зображенням монастиря номіналом 50 лей, 2000 року

Таборський Успенський монастир (Монастир Табера; рум. Mănăstirea Tabăra) — жіночий монастир Кишинівської єпархії Російської православної церкви в селі Табора Оргіївського району Молдови.

## Історія
Обитель заснована боярином Георгієм Руссо у 1784 році. За іншою версією, обитель заснував його ватав Дарій Карп у 1779 році. У 1815 році за розпорядженням митрополита Гавриїла (Бенулеску-Бодоні) перетворена на позаштатний гуртожильний жіночий скит. У 1828 побудована літня церква на честь Успіння Пресвятої Богородиці, а в 1857 — друга кам'яна церква в ім'я Святої Трійці.
1959 року монастир закритий владою, а черниці вигнані. Деякі монастирські будинки зайняли місцеві мешканці. Успенська церква спочатку використовувалася як клуб, а потім як склад. У Свято-Троїцькій церкві розташовувалася сільська школа.
Монастир відроджений у 1990.